# Gonia carinata
Gonia carinata là một loài ruồi trong họ Tachinidae.